# Произведение с недоступным правообладателем
Произведе́ние с недосту́пным правооблада́телем (англ. orphan work — «бесхозное произведение, сиротское произведение») — произведение, в отношении которого, вероятно, не существует возможности найти автора или правообладателя. Использование такого произведения ограничено, поскольку нет возможности заключить лицензионный договор или договор о передаче исключительных прав с автором или правообладателем. Также затруднено определение истечения авторского права на такое произведение (определение перехода произведения в общественное достояние), поскольку неизвестны биографические данные автора — в первую очередь год смерти (в отдельных законодательствах, например, казахском, российском, украинском и французском при определении срока учитываются и иные факты биографии — был ли автор репрессирован и посмертно реабилитирован, участвовал ли автор в Первой или Второй мировой войне).
Проблема работ с недоступным правообладателем возникла вследствие постоянного продления срока охраны авторских прав при отсутствии новых и отказе существующих систем регистрации владельцев этих прав.

## Законодательство США
Точный процент работ, которые попадают в эту категорию, подсчитать невозможно, однако он весьма велик. Например, по данным Библиотеки Конгресса на 2006 год, около 85 % музыкальных записей, созданных до 1968 года, хранящихся в этой библиотеке, не могут быть распространены среди общественности вне стен учреждения именно в связи с невозможностью установить правообладателей.
В США проблему сиротских произведений пытались решить многократно. В частности, в конце 1990-х годов был принят закон Fairness in Music Licensing Act, расширивший сферу добросовестного использования музыкальных произведений с недоступным правообладателем, а также таких, которые давно не переиздавались.
В 2000 году Европейская комиссия подала иск в ВТО по поводу нарушения Бернской конвенции со стороны Соединённых Штатов, принявших Fairness in Music Licensing Act. Иск был удовлетворён, и это существенно замедлило решение проблемы произведений с недоступным правообладателем в США.
Новая попытка решения проблемы была осуществлена в США в 2005 году, когда Copyright Office при Библиотеке Конгресса предложил создать т. н. «Фонд мёртвой руки», которому перечислялся бы определённый процент выгоды от продажи или предоставления доступа к сиротским произведеням. Эти средства были бы направлены на выплату роялти авторам, которые заявили бы о своих имущественных правах. Однако в 2006 году соответствующий законопроект был отклонён Конгрессом в результате протестов со стороны организаций, представляющих интересы групп художников и издателей. Работы по реализации этого закона, однако, продолжаются.

## Законодательство Европейского Союза
Страны Европейского союза пытались различными способами решить проблему бесхозных произведений, однако каждая из этих попыток имела различные недостатки. В двух странах (Дания, Венгрия) правовые системы предоставляли некоторые возможности для публикации произведений с недоступным правообладателем, в других (Франция, Нидерланды) пытались обойти проблему с помощью специальных правительственных постановлений, которые позволяли «общественное лицензирование» произведений с недоступным правообладателем определёнными государственными учреждениями.
Венгерская система, которая вступила в силу в 1999 году, обязывала документировать поиски правообладателей путём публикации в национальной газете факта обнаружения произведения с недоступным правообладателем, и, если правообладатель не находился, предлагала подавать соответствующее заявление и вносить оплату (в размере около 350 евро) в Патентную службу. В случае принятия заявления Патентная служба предоставляла произведению статус произведения с недоступным правообладателем, что означало возможность его публикации, в частности в коммерческих целях. Эта система оказалась малоэффективной: ею воспользовались лишь несколько институтов по относительно небольшому количеству произведений, ещё меньше — коммерческих компаний. В 2009 году эта система была изменена с целью унификации с практикой Евросоюза.
В 2007 году Еврокомиссия опубликовала отчёт о бесхозных произведениях и трудностях их оцифровки, который впоследствии был расширен в 2008 и 2009 годах. В мае 2011 года Комиссия объявила окончательный проект директивы, который, несмотря на многочисленные критические замечания, поступившие в ходе общественных обсуждений, был принят Европейским парламентом 13 сентября 2012 года. Согласно директиве, право распространения произведений с недоступным правообладателем имеют исключительно некоммерческие культурные учреждения (музеи, архивы, библиотеки) после попытки найти владельца имущественных авторских прав, при этом предоставление доступа может осуществляться только в электронной форме.

## Другие страны
Другое решение этой проблемы было принято в Канаде, где появилось бюро «мёртвой руки», к которому можно обращаться с информацией о том, что, несмотря на приложенные усилия, правообладателя произведения найти не удалось, после чего бюро, осуществив проверку данных, предоставляет произведению статус бесхозного.
Подобно Канаде, Индия, Япония и Южная Корея установили параметры государственного лицензирования для бесхозных работ.
Проблема произведений с недоступным правообладателем поднималась также в России, однако не нашла пока правового решения.